# 평양 철수
평양 철수는 한국 전쟁 당시 1950년 10월 19일에 평양을 점령했던 대한민국 국군과 국제연합군이 중공군에 밀려 1950년 12월 4일에 평양을 철수한 사건이다.

## 점령
대한민국 국군과 국제연합군이 1950년 9월 28일 서울을 수복(收復)하자, 조선민주주의인민공화국 정부와 조선인민군은 평양에서 후퇴를 준비하였다. 서울 수복 3일만인 10월 1일 대한민국 국군이 38선을 넘고, 10월 7일에는 국제연합군도 북진하자 조선민주주의인민공화국은 평안북도 강계시를 임시 수도로 정하고 평양에서 철수하였다. 김일성은 10월 12일에 평안남도 덕천으로 도주했다가 1주일 후에 덕천 북쪽으로 피신하였다.
소련과 중화인민공화국은 미국에 38선 이북으로 북진하지 말 것을 요구하였으나, 인천상륙작전으로 승기를 잡은 대한민국과 미국 정부의 김일성 정부 궤멸 의지는 확고했기 때문에 1950년 10월 19일에 대한민국 국군과 국제연합군은 평양 주변에 남은 조선인민군의 저항을 격파하고 평양을 점령하였다. 사실 스탈린은 김일성이 소련의 군사지원을 요구했지만 그걸 거절하고 오히려 대한민국과 국제연합군이 북진을 하자 당장 10월 12일에 철수하라고 지시했다. 이에 김일성은 어쩔 수 없이 평양을 버리고 중국의 만주 지역으로 조선민주주의인민공화국 망명 정부를 잡으려고 했다. 그런데 10월 13일에 중화인민공화국의 참전 계획으로 이 계획은 취소되었다.

## 중공군 개입과 철수
중화인민공화국은 대한민국 국군과 국제연합군이 38선을 넘자 한국전쟁에 개입하기로 결정하고, 대한민국 국군과 국제연합군이 평양을 점령하자 중공군이 압록강을 건너 한국전쟁에 개입하였다. 1950년 10월 24일 - 10월 30일 사이에 청천강 북쪽 평안북도 온정리에서 첫 전투(온정리 전투)를 치른 중공군은 11월 26일부터 인해전술로 본격적인 대공세(제2차 청천강 전투)를 시작하였다. 이 전투에서 중공군이 승리함으로써 대한민국 국군과 국제연합군은 1950년 12월 4일 평양에서 철수하였고, 중공군에 밀린 미8군은 순식간에 임진강까지 후퇴했다.
한편, 한반도 동부 전선에서 장진호까지 올라갔던 대한민국 국군과 국제연합군도 조선민주주의인민공화국의 임시수도였던 강계를 점령하려고 시도하다가 중공군의 공세로 실패하고, 흥남항을 통해 철수(흥남 철수: 1950.12.15 - 12.24)하였다.

## 점령 중 통치방식
한편, 대한민국 국군과 국제연합군이 평양을 점령한 후, 평양의 통치권에 대한 논란이 있었다. 미국의 트루먼 대통령은 전쟁 중에 대한민국의 통치권은 38선 이북인 평양에는 미치지 않는다고 판단하여 10월 21일 평양 시정위원회를 설치하고 국제연합군이 평양을 통치하였다.

## 같이 보기
- 한국전쟁
- 인천 상륙 작전
- 평양 전투 (1950년)
- 온정리 전투
- 제2차 청천강 전투
- 장진호 전투
- 흥남 철수
- 중국인민지원군